# La Grande-Motte
La Grande-Motte is een gemeente in het Franse departement Hérault (regio Occitanie), ligt aan de Middellandse Zee en telt 8246 inwoners (2007). De plaats maakt deel uit van het arrondissement Montpellier.
Het is een vrij moderne en ruim opgezette badplaats met veel flats. De flats zijn echter apart van vorm en er is veel groen aanwezig. Duidelijk te zien is dat het het een nieuwe plaats betreft die pas in de jaren 70 is gebouwd.
Tot 1974 maakte La Grande-Motte deel uit van de gemeente Mauguio.

## Geografie
De oppervlakte van La Grande-Motte bedraagt 10,6 km2, de bevolkingsdichtheid is 779 inwoners per km2.
De plaats ligt tussen de lagune Étang de l'Or en de Middellandse Zee.
De onderstaande kaart toont de ligging van La Grande-Motte met de belangrijkste infrastructuur en aangrenzende gemeenten.

## Demografie
Onderstaande figuur toont het verloop van het inwonertal (bron: INSEE-tellingen).

## Sport
La Grande-Motte was drie keer etappeplaats in de wielerkoers Ronde van Frankrijk. De drie ritwinnaars in La Grande-Motte zijn de Belgen Guido Reybroeck en Willy Teirlinck en de Brit Mark Cavendish.